# Campeonato Africano de Atletismo de 2022 - Salto com vara masculino
A prova do salto com vara masculino do Campeonato Africano de Atletismo de 2022 foi disputada no dia 11 de junho, no Complexo Esportivo Nacional Cote d'Or, em Saint Pierre, na Maurícia.

## Recordes
Antes desta competição, os recordes mundiais e do campeonato nesta prova eram os seguintes:
|                       | Nome             | Nacionalidade | Altura  | Local      | Data                 |
| --------------------- | ---------------- | ------------- | ------- | ---------- | -------------------- |
| Recorde mundial       | Armand Duplantis | Suécia        | 6m 20cm | Belgrado   | 20 de março de 2022  |
| Recorde do campeonato | Cheyne Rahme     | África do Sul | 5m 41cm | Marraquexe | 13 de agosto de 2014 |
| Recorde africano      | Okkert Brits     | África do Sul | 6m 03cm | Colônia    | 18 de agosto de 1995 |

## Medalhistas
| Ouro                    | Prata                       | Bronze              |
| Medhi Amar Rouana (ALG) | Hichem Khalil Cherabi (ALG) | Valco van Wyk (RSA) |

## Cronograma
Todos os horários são locais (UTC+4). 
| Data        | Hora  | Evento |
| ----------- | ----- | ------ |
| 11 de junho | 15:15 | Final  |

## Resultado final
A final ocorreu dia 11 de junho às 15:15.
| Posição           | Atleta                | Nacionalidade   | 3.50 | 3.70 | 4.20 | 4.50 | 4.60 | 4.70 | 4.80 | 4.90 | 5.00 | 5.20 | 5.30 | 5.40 | 5.42 | Resultado | Notas |
| ----------------- | --------------------- | --------------- | ---- | ---- | ---- | ---- | ---- | ---- | ---- | ---- | ---- | ---- | ---- | ---- | ---- | --------- | ----- |
| Medalha de ouro   | Medhi Amar Rouana     | Argélia         | –    | –    | –    | –    | –    | –    | –    | –    | –    | o    | o    | x–   | xx   | 5.30      |       |
| Medalha de prata  | Hichem Khalil Cherabi | Argélia         | –    | –    | –    | –    | –    | –    | xo   | –    | o    | o    | xx–  | x    |      | 5.20      |       |
| Medalha de bronze | Valco van Wyk         | África do Sul   | –    | –    | –    | xxo  | –    | xxo  | –    | xo   | xxx  |      |      |      |      | 4.90      |       |
| 4                 | Elmar Schutte         | África do Sul   | –    | –    | –    | o    | –    | xo   | o    | xxx  |      |      |      |      |      | 4.80      |       |
| 5                 | Alexis Quest          | Reunião         | –    | –    | –    | –    | xxo  | –    | o    | –    | xxx  |      |      |      |      | 4.80      |       |
| 6                 | Yannick Clam          | Ilhas Maurícias | o    | xxx  |      |      |      |      |      |      |      |      |      |      |      | 3.50      |       |
| 8                 | Kareem Hussein        | Egito           | –    | –    | xxx  |      |      |      |      |      |      |      |      |      |      | NM        |       |
| 9                 | Chahata Majoli        | Tunísia         |      |      |      |      |      |      |      |      |      |      |      |      |      | DNS       |       |

Legenda
| Recorde mundial       | Recorde mundial (World record)               |                       | Recorde africano                      | Recorde africano (African) |                                           | Q | Classificado por posição (Qualified) |
| Recorde do campeonato | Recorde do campeonato (Championship record)  | Recorde da América    | Recorde da América (Americas)         | q                          | Classificado por melhor tempo (Qualified) |   |                                      |
| Melhor marca do ano   | Melhor marca do ano (World leading)          | Recorde asiático      | Recorde asiático (Asian)              | DNS                        | Não largou (Did not start)                |   |                                      |
| Recorde nacional      | Recorde nacional (National record)           | Recorde europeu       | Recorde europeu (European)            | DNF                        | Não terminou (Did not finish)             |   |                                      |
| Recorde pessoal       | Recorde pessoal do atleta (Personal best)    | Recorde da Oceania    | Recorde da Oceania (Oceania)          | DSQ / DQ                   | Desclassificado (Disqualified)            |   |                                      |
| Recorde da temporada  | Recorde da temporada do atleta (Season best) | Recorde sul-americano | Recorde sul-americano (South America) | NM                         | Sem marca (No mark)                       |   |                                      |